# Axiom Mission 1
Axiom Mission 1 (AX-1 o Ax1) es la cuarta misión tripulada realizada de la Crew Dragon de SpaceX a la Estación Espacial Internacional (ISS), operada por SpaceX en nombre de Axiom Space. El vuelo fue lanzado el 8 de abril de 2022. y transportó cuatro personas a la ISS por una estancia de aproximadamente ocho días: El español, nacionalizado estadounidense y comandante de la misión, Miguel López-Alegría como ex-astronauta entrenado profesionalmente por la NASA y  empleado actualmente por Axiom Space. Como piloto fue Larry Connor de Estados Unidos, y los especialistas de misión, Mark Pathy de Canadá y Eytan Stibbe el segundo ciudadano israelí en llegar al espacio.

## Antecedentes
Axiom Space fue fundada en 2016 con el objetivo de crear la primera estación espacial comercial del mundo. A principios de 2020, la NASA anunció que Axiom había recibido acceso al puerto frontal del módulo Harmony de la ISS, al que Axiom planea acoplar su Segmento Orbital; un complejo de mínimo tres módulos presurizados y una gran ventana de observación – similar a la Cupola – que facilitaría las operaciones de la compañía en la órbita terrestre baja. Antes del lanzamiento del primer módulo en 2024, Axiom planea organizar y volar misiones tripuladas a la ISS, consistiendo de turistas espaciales o astronautas de agencias públicas u organizaciones privadas. En marzo de 2020, Axiom anunció que fletaría un vuelo a la ISS en la Crew Dragon de SpaceX a finales de 2021. Esta misión fue la primera misión operada completamente de forma comercial a la ISS, y una de las primeras dedicadas enteramente al turismo espacial, junto con la Soyuz MS-20 de Roscosmos, realizada en diciembre de 2021. Tras este vuelo, Axiom planea ofrecer misiones tripuladas a la ISS hasta dos veces al año, "[alineandose] con las oportunidades según sean liberadas por la NASA".

## Tripulación
Originalmente estaba previsto que Miguel E. López-Alegría, Tom Cruise y Doug Liman estuvieran en el vuelo, quienes realizarían un proyecto cinematográfico. El 16 de noviembre de 2020, el gobierno israelí anunció que Eytan Stibbe formaría parte de la tripulación como el segundo israelí de la historia en ir al espacio. Cada asiento disponible para turistas espaciales se anunció con un coste de 55 millones de dólares. Tras el lanzamiento de la Demo-2, el primer vuelo de prueba de la Dragon 2, el CEO de Axiom Michael Suffredini declaró que planeaban anunciar los nombres de la tripulación "en un mes" pero se retrasaron más de lo esperado en hacer el anuncio.
Finalmente, el 26 de enero de 2021 Axiom anunció, que la tripulación final de la misión estaría conformada por el ex-astronauta de la NASA, y español nacionalizado estadounidense,  Miguel E. López-Alegría como comandante, Stibbe, el emprendedor estadounidense Larry Connor como piloto y el inversor canadiense Mark Pathy. También se anunció que la ex-astronauta de la NASA, Peggy Whitson y John Shoffner formarían parte de la tripulación de reserva.
| Puesto                   | Viajero espacial                                 | Viajero espacial                                 |
| ------------------------ | ------------------------------------------------ | ------------------------------------------------ |
| Comandante de la nave    | / Miguel López-Alegría, Axiom Space Quinto vuelo | / Miguel López-Alegría, Axiom Space Quinto vuelo |
| Piloto                   | Larry Connor Primer vuelo                        | Larry Connor Primer vuelo                        |
| Especialista de Misión 1 | Mark Pathy Primer vuelo                          | Mark Pathy Primer vuelo                          |
| Especialista de Misión 2 | Eytan Stibbe Primer vuelo                        | Eytan Stibbe Primer vuelo                        |

| Puesto                | Viajero espacial           | Viajero espacial           |
| --------------------- | -------------------------- | -------------------------- |
| Comandante de la nave | Peggy Whitson, Axiom Space | Peggy Whitson, Axiom Space |
| Piloto                | John Shoffner              | John Shoffner              |

## Misión
La misión fue lanzada el 8 de abril de 2022 por medio de un cohete Falcon 9 Block 5 desde el Complejo de Lanzamiento 39A del Centro Espacial John F. Kennedy, una plataforma de lanzamiento de la NASA alquilada a SpaceX para lanzamientos del Falcon 9 y el Falcon Heavy. Según el comandante de la misión y actual empleado de Axiom Space, Michael López-Alegría, viajaran en su quinta misión, en la cápsula Crew Dragon Resilience utilizada con anterioridad en la misión SpaceX Crew-1, y en la misión Inspiration4, realizando así esta cápsula su tercer vuelo y siendo la primera cápsula Dragon 2, en ser reutilizada por segunda vez. La planificación del vuelo fue de dos días en llegar a la estación y acoplarse con el módulo Harmony, momento en el que comenzó su estadía de ocho días en la Estación Espacial Internacional (ISS). Transcurridos esos días en la ISS, la nave se desacoplará y realizará el viaje de regreso a la Tierra, finalizando mediante un amerizaje en el Océano Atlántico.